# Lo Barnechea
Lo Barnechea ist eine Gemeinde der Región Metropolitana de Santiago mit 105.833 Einwohnern (2017). Sie ist eine der Gemeinden der Provinz Santiago. Der größte Teil der Gemeinde ist gebirgig und die bewohnten Gebiete sind Teil des nordöstlichsten Teils des Großraums Santiago. Die meisten der Skizentren Santiagos befinden sich in der Gemeinde. Teile von Lo Barnechea zählen zu den exklusivsten Wohngegenden in Chile.

## Geschichte
Die Gemeinde Lo Barnechea wurde am 9. März 1981 gegründet.

## Demografie
Laut der Volkszählung 2017 lebten in der Gemeinde Lo Barnechea 105.833 Personen. Davon waren 50.500 Männer und 55.333 Frauen, womit es einen leichten Frauenüberschuss gab.

## Persönlichkeiten
- Jorge Contreras (* 1960), Fußballspieler